# Liste der Nummer-eins-Hits in den Niederlanden (1985)
Diese Liste enthält alle Nummer-eins-Hits in den Niederlanden im Jahr 1985. Es gab in diesem Jahr 22 Nummer-eins-Singles und 21 Nummer-eins-Alben.
| Singles | Alben |
| --- | --- |
| - Jermaine Jackson & Pia Zadora – When the Rain Begins to Fall - 4 Wochen (1. Dezember 1984 – 4. Januar 1985) - Band Aid – Do They Know It’s Christmas? - 3 Wochen (5. Januar – 25. Januar) - Phil Collins & Philip Bailey – Easy Lover - 4 Wochen (26. Januar – 22. Februar) - Tears for Fears – Shout - 3 Wochen (23. Februar – 15. März) - David Bowie & Pat Metheny Group – This Is Not America - 2 Wochen (16. März – 29. März) - The Commodores – Nightshift - 3 Wochen (30. März – 19. April) - USA for Africa – We Are the World - 6 Wochen (20. April – 31. Mai) - Simple Minds – Don’t You (Forget About Me) - 3 Wochen (1. Juni – 21. Juni) - Bruce Springsteen – Dancing in the Dark - 1 Woche (22. Juni – 28. Juni) - Paul Hardcastle – 19 - 3 Wochen (29. Juni – 19. Juli) - Bruce Springsteen – I’m on Fire - 3 Wochen (20. Juli – 9. August) - Harold Faltermeyer – Axel F - 2 Wochen (10. August – 23. August) - Benny Neyman – Waarom fluister ik je naam nog - 1 Woche (24. August – 30. August) - Baltimora – Tarzan Boy - 2 Wochen (31. August – 13. September) - Madonna – Into the Groove - 3 Wochen (14. September – 4. Oktober) - UB40 & Chrissie Hynde – I Got You Babe - 1 Woche (5. Oktober – 11. Oktober) - Mick Jagger & David Bowie – Dancing in the Street - 2 Wochen (12. Oktober – 25. Oktober) - Gerard Joling – Ticket to the Tropics - 1 Woche (26. Oktober – 1. November) - Nana Mouskouri – Only love - 2 Wochen (2. November – 15. November) - Sandra – (I’ll Never Be) Maria Magdalena - 2 Wochen (16. November – 29. November) - a-ha – Take On Me - 1 Woche (30. November – 6. Dezember) - Elton John – Nikita - 7 Wochen (7. Dezember 1985 – 31. Januar 1986) | - Koos Alberts – Koos Alberts - 4 Wochen (15. Dezember 1984 – 4. Januar 1985) - Wham! – Make It Big - 4 Wochen (5. Januar – 1. Februar, insgesamt 8 Wochen; → 1984) - Sade – Diamond Life - 5 Wochen (2. Februar – 8. März, insgesamt 13 Wochen; → 1984) - Phil Collins – No Jacket Required - 1 Woche (9. März – 15. März) - Tears for Fears – Songs From the Big Chair - 1 Woche (16. März – 22. März, insgesamt 2 Wochen) - Depeche Mode – Love, in Itself ∙ 2 ∙ 3 and Live Tracks - 2 Wochen (23. März – 5. April) - Normaal – Steen stoal en sentiment - 1 Woche (6. April – 12. April) - Commodores – Nightshift - 1 Woche (13. April – 19. April) - Paul Young – The Secret of Association - 1 Woche (20. April – 26. April) - Tears For Fears – Songs From the Big Chair - 1 Woche (27. April – 3. Mai, insgesamt 2 Wochen) - USA for Africa – We Are the World - 1 Woche (4. Mai – 10. Mai) - Prince and The Revolution – Around the World in a Day - 1 Woche (11. Mai – 17. Mai) - Bruce Springsteen – Born in the U.S.A. - 2 Wochen (18. Mai – 31. Mai, insgesamt 15 Wochen) - Dire Straits – Brothers in Arms - 2 Wochen (1. Juni – 14. Juni) - Bruce Springsteen – Born in the U.S.A. - 13 Wochen (15. Juni – 13. September, insgesamt 15 Wochen) - Madonna – Like a Virgin - 1 Woche (14. September – 20. September) - Sting – The Dream of the Blue Turtles - 1 Woche (21. September – 27. September) - Koos Alberts – Ik zal je nooit vergeten - 1 Woche (28. September – 4. Oktober) - Kate Bush – Hounds of Love - 2 Wochen (5. Oktober – 18. Oktober) - BZN (Band Zonder Naam) – Maid of the Mist - 2 Wochen (19. Oktober – 1. November) - Gerard Joling – Love in Your Eyes - 1 Woche (2. November – 8. November) - Simple Minds – Once Upon a Time - 2 Wochen (9. November – 22. November) - Sade – Promise - 6 Wochen (23. November 1985 – 3. Januar 1986, insgesamt 10 Wochen; → 1986) |